# H. Arnold Steinberg
H. Arnold Steinberg (né le 12 mai 1933 et mort le 11 décembre 2015) est un homme d'affaires et philanthrope canadien. Il est chancelier de l'Université McGill depuis le 1er juillet 2009 et est membre du conseil d'administration de la Canadian Institutes of Health Research (en).
Il est marié à Blema Steinberg, professeure émérite de l'Université McGill. Le couple a trois enfants : Margot, Donna et Adam.

## Biographie
Né à Montréal, Québec, fils d'Annie et de Nathan Steinberg (lui-même frère de Sam Steinberg), H. Arnold Steinberg obtient un Bachelor of Commerce (en) de l'Université McGill en 1954 et une maîtrise en administration des affaires de la Harvard Business School en 1957. La même année, il commence à travailler pour la Dominion Securities Corp. Ltd.. L'année suivante, il rejoint Steinberg Inc.. Il y sera directeur financier jusqu'en 1989.
En 1993, il reçoit l'Ordre du Canada. De 1996 à 2000, il est à la tête du conseil d'administration du centre universitaire de santé McGill. En 2000, il reçoit un doctorat honorifique de l'Université McGill. 
Il est nommé chancelier de l'Université McGill en mai 2009, entrant en poste le 1er juillet 2009, succédant à Dick Pound.